# Новотошкурово
Новотошкурово (баш. Яңы Тушҡыр) — деревня в Балтачевском районе Республики Башкортостан Российской Федерации. Входит в состав Штандинского сельсовета. 

## География

### Географическое положение
Расстояние до:
- районного центра (Старобалтачёво): 23 км,
- центра сельсовета (Штанды): 5 км,
- ближайшей ж/д станции (Куеда): 88 км.

## Население
| 2002 | 2009 | 2010 |
| ---- | ---- | ---- |
| 22   | ↘8   | ↘2   |

Согласно переписи 2002 года, преобладающая национальность — башкиры (86 %).